# Dylan Kussman
Dylan Kussman, né le 21 janvier 1971 à Los Angeles, est un acteur américain actif au cinéma et à la télévision depuis 1985. Il est surtout connu pour avoir tenu le rôle de Richard Cameron, dans Le Cercle des poètes disparus de Peter Weir.
En 2012, il a joué dans Jack Reacher, avec Tom Cruise.

## Filmographie
- 1988 : Lion's Den (court-métrage)
- 1988 : Mariés, deux enfants, saison 3 (série télévisée, épisode 14) : Butch
- 1989 : Le Cercle des poètes disparus : Richard Cameron
- 1991 : À cœur vaillant rien d'impossible : Clifford
- 1991 : Journey of Honor : Smitty
- 2000 : Le Fugitif, Saison 1 (série télévisée, épisode 2) : Garrett Davis
- 2000 : Way of the Gun (The Way of the Gun) : Dr. Allen Painter
- 2001 : Roswell, Saison 3 (série télévisée, épisode 5) : Brian
- 2003 : X-Men 2 : Stryker Soldier Wilkins
- 2004 : Dr House, saison 1 (série télévisée, épisode 19) : Mr Carroll
- 2004 : Monk, saison 3 (série télévisée, épisode 12) : Coby
- 2004 : Sexcrimes 2 : Irvin Brillman
- 2006 : 10 minutes à vivre : Rush
- 2007 : One Day Like Rain : Mick
- 2008 : FBI : Portés disparus, saison 7 (série télévisée, épisode 3) : Patrick
- 2008 : Jeux de dupes : Frank, un soldat
- 2010 : Drop Dead Diva, saison 2 (série télévisée, épisode 6) : Frank
- 2010 : Les Frères Scott, saison 8 (série télévisée, épisodes 4 à 8) : avocat
- 2012 : Flight : Two Beer Barry
- 2012 : Jack Reacher de Christopher McQuarrie : Gary
- 2018 : La Mule : le Shérif
- 2019 : Le Cas Richard Jewell (Richard Jewell) de Clint Eastwood : Bruce Hughes